# Hanson W. Baldwin

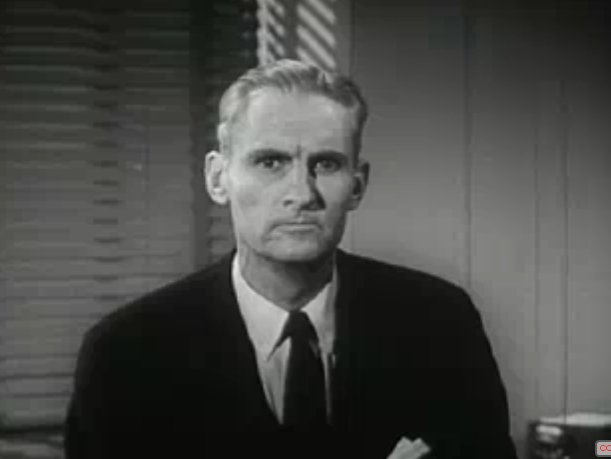
Hanson Baldwin 1961

Hanson Weightman Baldwin (* 22. März 1903 in Baltimore, Maryland; † 13. November 1991 in Roxbury, Connecticut) war ein US-amerikanischer Journalist und Autor mehrerer militärhistorischer Bücher.

## Leben
Baldwin war der Sohn von Oliver Perry Baldwin junior, dem langjährigen Chef vom Dienst der Zeitung The Baltimore Sun, und dessen Frau Caroline Sutton Baldwin. Er besuchte die Boys’ Latin School of Maryland und die United States Naval Academy in Annapolis. Von 1924 bis 1927 diente er in der United States Navy und erreichte den Dienstgrad eines Lieutenant Junior Grade. 1927 begann er seine Karriere als Journalist bei der Baltimore Sun, 1929 wechselte er zur New York Times. Dort war er ab 1937 Kriegsberichterstatter und ab 1942 Redakteur.
Im Herbst 1942 reiste Baldwin ins Kriegsgebiet im Südpazifik und besuchte dort mehrere amerikanische Militärbasen. Darüber verfasste er eine Artikelserie, für die er im folgenden Jahr den Pulitzer-Preis erhielt. Ferner berichtete er aus England, Nordafrika und Frankreich.
Nach dem Ende des Zweiten Weltkriegs berichtete Baldwin weiterhin für die New York Times über aktuelle militärische und politische Entwicklungen. 1959 fand ein Bericht über die Operation Argus große Beachtung. Neben seiner Arbeit für die New York Times schrieb er auch Artikel für Fachzeitschriften sowie mehrere Bücher.